# Małostryj
Małostryj, Małostryk – staropolskie imię męskie, notowane w średniowieczu, złożone z członów Mało- ("mało") i -stryj, -stryk ("stryj"). Może oznaczać "ten, który ma niewielu stryjów, krewniaków męskich od strony ojca".
Niektóre możliwe staropolskie zdrobnienia: Mal, Malacz, Malan, Malanka, Malątko, Malątka, Malech, Maleczko, Malej, Malejec, Malek, Malenka, Maleszek, Maleszka, Maleszko, Maleszyna, Malice, Malich, Maliczka, Malina, Maliniec, Malinka, Maliszka, Maliszko, Malk, Malko, Malkusz, Malonek, Malonka, Malsza, Malucha, Maluk, Maluszka, Maluta(?), Malutek, Malutko, Mała, Małach, Małacz, Małak, Małek, Małk, Małka(?), Małko, Małkusz, Małoch, Małocho (= Małocha), Małoń, Małonek, Małostek, Małosz, Małoszaj (?), Małoszka, Małot, Małucha, Małuj, Małuja, Małuszka, Małyszko.
Małostryj imieniny obchodzi 26 stycznia.